# Барон Вести

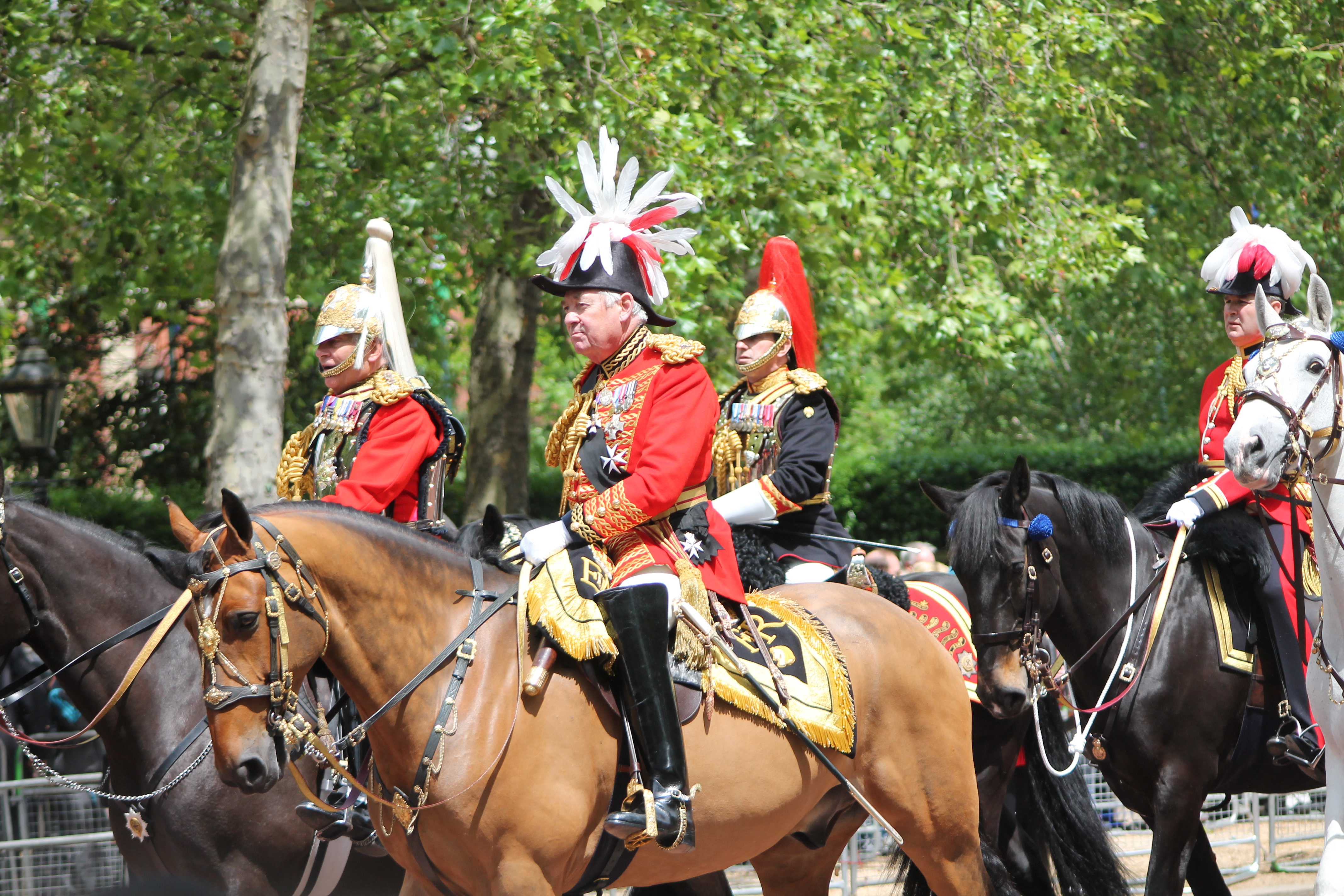
Шталмейстер Сэмюэл Джордж Армстронг Вести, 3-й барон Вести, на королевском параде в 2009 году

Барон Вести из Кингсвуда в графстве Суррей — наследственный титул в системе Пэрства Соединённого королевства. Он был создан «20 июня 1922 года для корабельного магната сэра Уильяма Вести, 1-го баронета (1859—1940). Он был одним из основателей компании Blue Star Line». 21 июня 1913 года для него уже был создан титул баронета из Бессемер-хауса в столичном районе Камберуэлл.
По состоянию на 2024 год носителем титула являлся его праправнук, Уильям Гай Вести, 4-й барон Вести — сын 3-го барона Вести (1941—2021), который стал преемником своего отца в 2021 году. 3-й барон Вести был старшим сыном капитана достопочтенного Уильяма Вести, погибшего в 1944 году в Италии во время Второй мировой войны, единственного сына второго барона. Лорд Вести занимал должность придворного шталмейстера с 1999 года по 2018 год. Также лорд Вести являлся лордом-приором Ордена Святого Иоанна.
Семейная резиденция — поместье Стауэлл Парк в графстве Глостершир.
Сэр Эдмунд Хойл Вести, 1-й баронет (1866—1953), младший брат 1-го барона Вести, соучредитель компании «Blue Star Line».

## Бароны Вести (1922)
- 1922—1940: Уильям Вести, 1-й барон Вести[англ.] (21 января 1859 — 10 декабря 1940), старший сын Сэмюэла Вести (1832—1902)[2];
- 1940—1954: Сэмюэл Вести, 2-й барон Вести[англ.] (25 декабря 1882 — 4 мая 1954), старший сын предыдущего[3];
- 1954—2021: Сэмюэл Джордж Армстронг Вести, 3-й барон Вести[англ.] (19 марта 1941 — 4 февраля 2021), старший сын капитана достопочтенного Уильяма Ховарта Вести (1912—1944), внук предыдущего[4];
- 2021 — настоящее время: Уильям Гай Вести, 3-й барон Вести (род. 27 августа 1983), старший сын предыдущего от второго брака[5];
  - Наследник титула: достопочтенный Сэмюэль Оскар Вести (род. 7 ноября 2018).